# Carlos María Raimundo de Arenberg
Carlos María Raimundo de Arenberg (Enghien, 1 de abril de 1721-Enghien, 17 de agosto de 1778) fue el 5.º Duque de Arenberg, 11.º Duque de Aarschot y Mariscal de Campo austriaco.

## Biografía

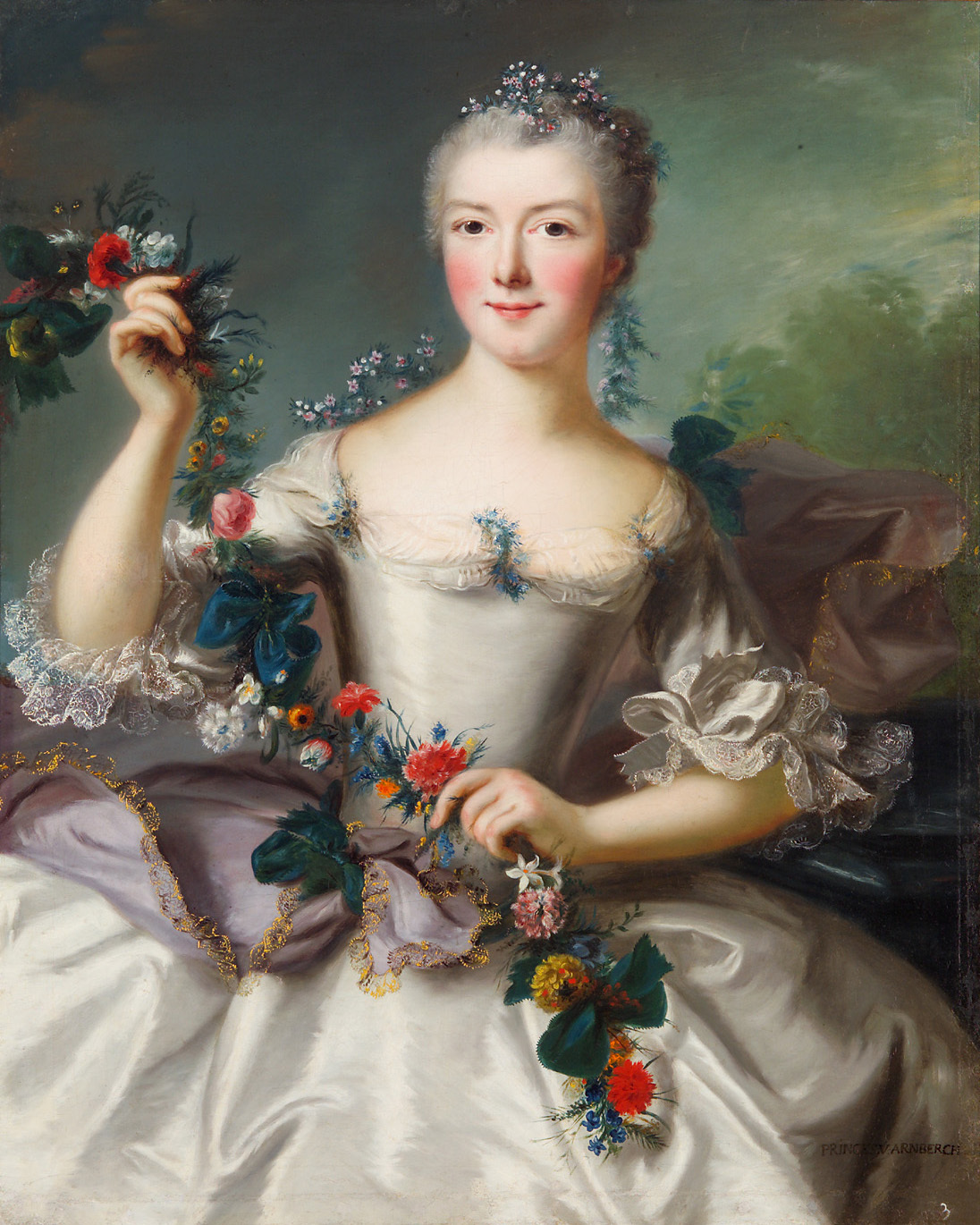
Su esposa, Luisa Margarita de la Marck-Schleiden, condesa de Vardes.

Carlos María era el hijo mayor del Duque Leopoldo Felipe de Arenberg y de Donna Maria Francesca Pignatelli. Su hermana era María Victoria de Arenberg, esposa del Margrave Augusto Jorge I de Baden-Baden.
Carlos María se unió a la campaña de su padre de 1743 en la Guerra de Sucesión Austriaca, primero como teniente-coronel y después como coronel del 2.º Regimiento de Infantería valón, que había creado él personalmente. Comandó este regimiento en las campañas de 1744 y 1745, hasta que se convirtió en coronel del Regimiento Baden-Baden. Un año más tarde pasó a ser mayor general. En 1748, jugó un importante papel en la defensa de Maastricht contra los franceses.
Carlos María también pasó a ser Gran Bailío de Hainaut y Mons en 1740.
En los primeros años de la Guerra de los Siete Años, estuvo activo en el teatro de guerra bohemio. Participó en la Batalla de Praga (1757) y en las otras muchas batallas que siguieron.
En 1758, fue promovido a Feldzeugmeister. El 14 de octubre de ese año, jugó un papel crucial en la victoriosa Batalla de Hochkirch como comandante del ala derecha del Ejército austriaco. Por ello, le fue concedida la Gran Cruz de la Orden Militar de María Teresa. En la campaña de 1759, comandó varios Cuerpos de Ejército y fue derrotado en las cercanías de Dresde el 29 de octubre por tropas prusianas a las órdenes del General Wunsch. Fue alabado por sus acciones en la derrota de la Batalla de Torgau el 3 de noviembre de 1760, en la que fue herido gravemente.
Estas heridas significaron el fin de su carrera activa, y se retiró. En 1776, fue admitido en el Geheimrat, y fue hecho Mariscal de Campo en 1777.

## Familia
Contrajo matrimonio con Luisa Margarita, hija del Conde Luis Engelbert de La Marck en 1748.
Tuvieron ocho hijos, entre ellos Luis Engelbert, 6.º Duque de Arenberg (1750-1820).
Su hermana, la Princesa María Flora de Arenberg, fue la esposa del Conde Juan Carlos José de Merode, Marqués de Deynze.